# Adham Fawzy
Adham Fawzy est un joueur d'échecs égyptien, né le 3 janvier 2000 à Alexandrie, grand maître international depuis 2019 et champion d'Afrique en 2023.
Au 1er mai 2023, Adham Fawzy est le numéro trois égyptien avec un classement Elo de 2 495 points.

## Carrière aux échecs
Adham Fawzy remporta le championnat d'Afrique junior (moins de 30 ans) en 2017, 2018 et 2019. Il finit troisième du championnat d'Afrique (adultes) en 2021, ce qui le qualifia pour la Coupe du monde d'échecs 2021 disputée à Sotchi où il fut battu au premier tour par le Russe Ievgueni Alekseïev (1,5 à 2,5 après départages en parties rapides).
Grand maître international depuis 2019, il a représenté trois fois l'Égypte (il jouait à chaque fois au troisième échiquier)  lors  des olympiades de 2016 (4 points sur 6), 2018 (4,5 points sur 10) et 2022 (7 points sur 9). 
Il a également participé au championnat du monde d'échecs par équipes en 2017 (au deuxième échiquier) et 2019.
En 2023, il remporte le championnat d'Afrique d'échecs, ce qui le qualifie pour la Coupe du monde d'échecs 2023.